# Alexander Armstrong
Alexander Henry Fenwick Armstrong (Rothbury, 2 marzo 1970) è un attore, comico, cantante e presentatore televisivo britannico.
Assieme a Ben Miller ha fondato il duo comico "Armstrong and Miller".
È sposato dal 2003 con l'organizzatrice d'eventi Hannah Bronwen Snow da cui ha avuto tre figli: Edward, Patrick e Rex.

## Filmografia parziale

### Attore

#### Cinema
- Soho, regia di Jez Butterworth (1997)
- Plunkett & Macleane, regia di Jake Scott (1999)
- Birthday Girl, regia di Jez Butterworth (2001)
- Beginner's Luck, regia di James Callis e Nick Cohen (2001)
- Match Point, regia di Woody Allen (2005)
- Scoop, regia di Woody Allen (2006)

#### Televisione
- Screen One – serie TV, 1 episodio (1994)
- Sbirri da sballo (The Thin Blue Line) – serie TV, 1 episodio (1995)
- Takeover – serie TV, 1 episodio (1995)
- Sharpe – serie TV, 1 episodio (1996)
- Brass Eye – serie TV, 1 episodio (1997)
- Armstrong and Miller – serie TV, 27 episodi (1997-2001)
- Beast – serie TV, 12 episodi (2000-2001)
- Tlc – serie TV, 6 episodi (2006)
- Life Begins – serie TV, 17 episodi (2004-2006)
- Miss Marple (Agatha Christie's Marple) – serie TV, episodio 1x04  (2005)
- Le avventure di Sarah Jane (The Sarah Jane Adventures) – serie TV, 48 episodi (2006-2011)
- Hotel Babylon – serie TV, 1 episodio (2007)
- Rev. – serie TV, 1 episodio (2008)
- Doctor Who – serie TV, 3 episodi (2008-2011)
- Micro Men, regia di Salut Metzstein – film TV (2009)
- Reggie Perrin – serie TV, 1 episodio (2010)
- Commedy Showcase – serie TV, 1 episodio (2011)
- Love Life – serie TV, 1 episodi (2012)
- Not Going Out – serie TV, 1 episodio (2014)
- Cockroaches – serie TV, 2 episodi (2015)

### Doppiatore
- Peppa Pig - serie animata, 10 episodi (2011-2019)
- Il piccolo regno di Ben e Holly - serie animata, 9 episodi (2012-2013)
- Hey Duggee - serie animata, 104 episodi (2014-2018)
- Danger Mouse - serie animata, 99 episodi (2015-2019)